# Carriazo
Carriazo es la capital del municipio de Ribamontán al Mar (Cantabria, España). En 2008 la localidad contaba con 197 habitantes (INE) y 6,041 km². El pueblo está ubicado junto al arroyo río Herrer, a los pies de una serie de lomas con las alturas de Corona de 178 m s. n. m., Funegra de 187 m s. n. m. y Calobro de 188 m s. n. m.

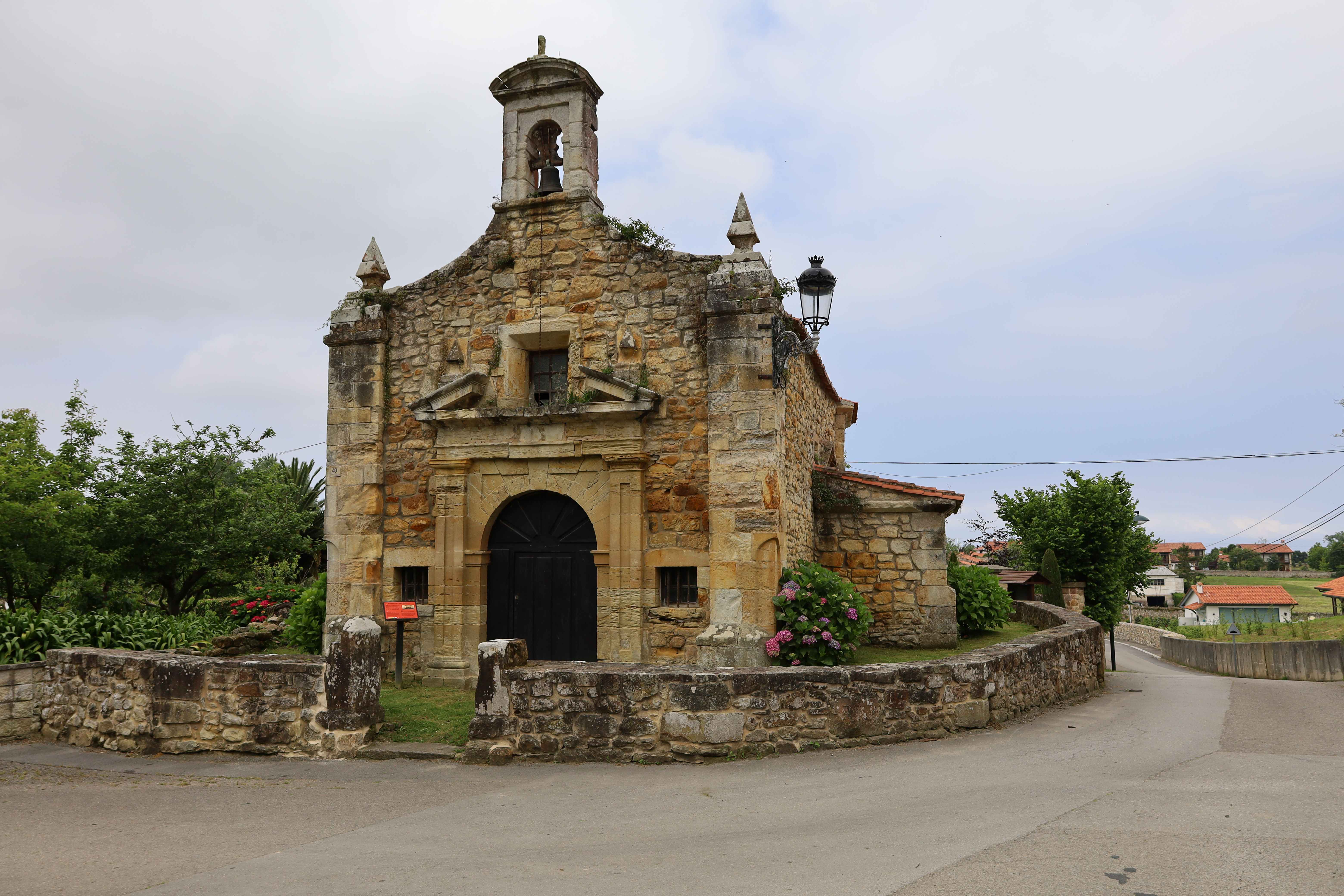
Ermita de San Antonio

El pueblo está a una distancia de 34,5 km de Santander y se halla a 50 m sobre el nivel del mar. En esta localidad nacieron el maestro de cantería Pedro de Aguilera (siglo XVI) y Gregorio de la Roza (1643-1708), el empresario Felipe Roque de la Portilla (1776-1841) y el veterinario Dimas Asón Quintana (1920-2006).
Carriazo celebra San Roque y San Roquín el 16 y 17 de agosto, respectivamente, y San Martín el 11 de noviembre.
- Datos: Q5753667
- Multimedia: Carriazo / Q5753667